# Санта-Марія-ді-Лорето

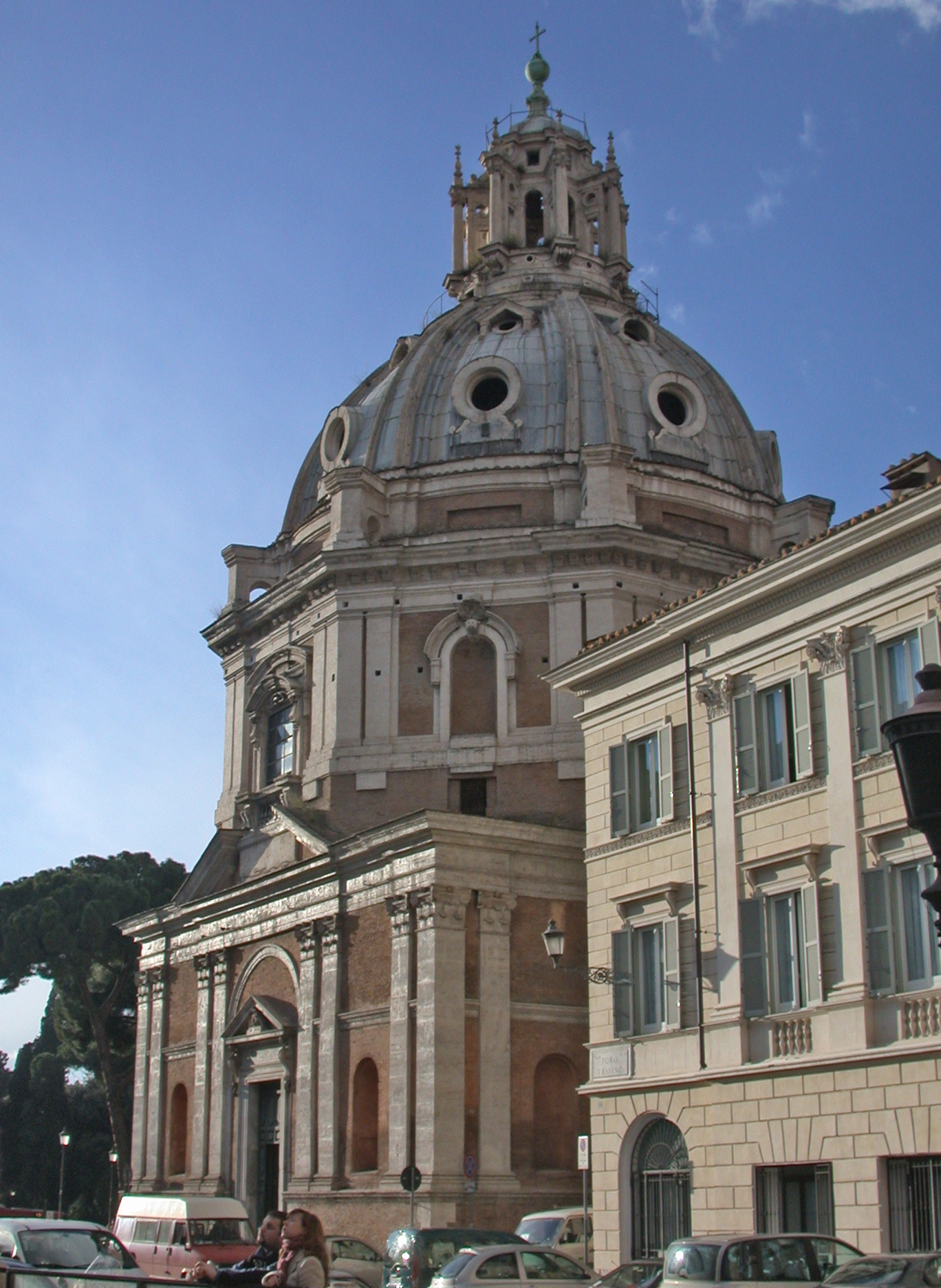
Санта-Марія-ді-Лорето

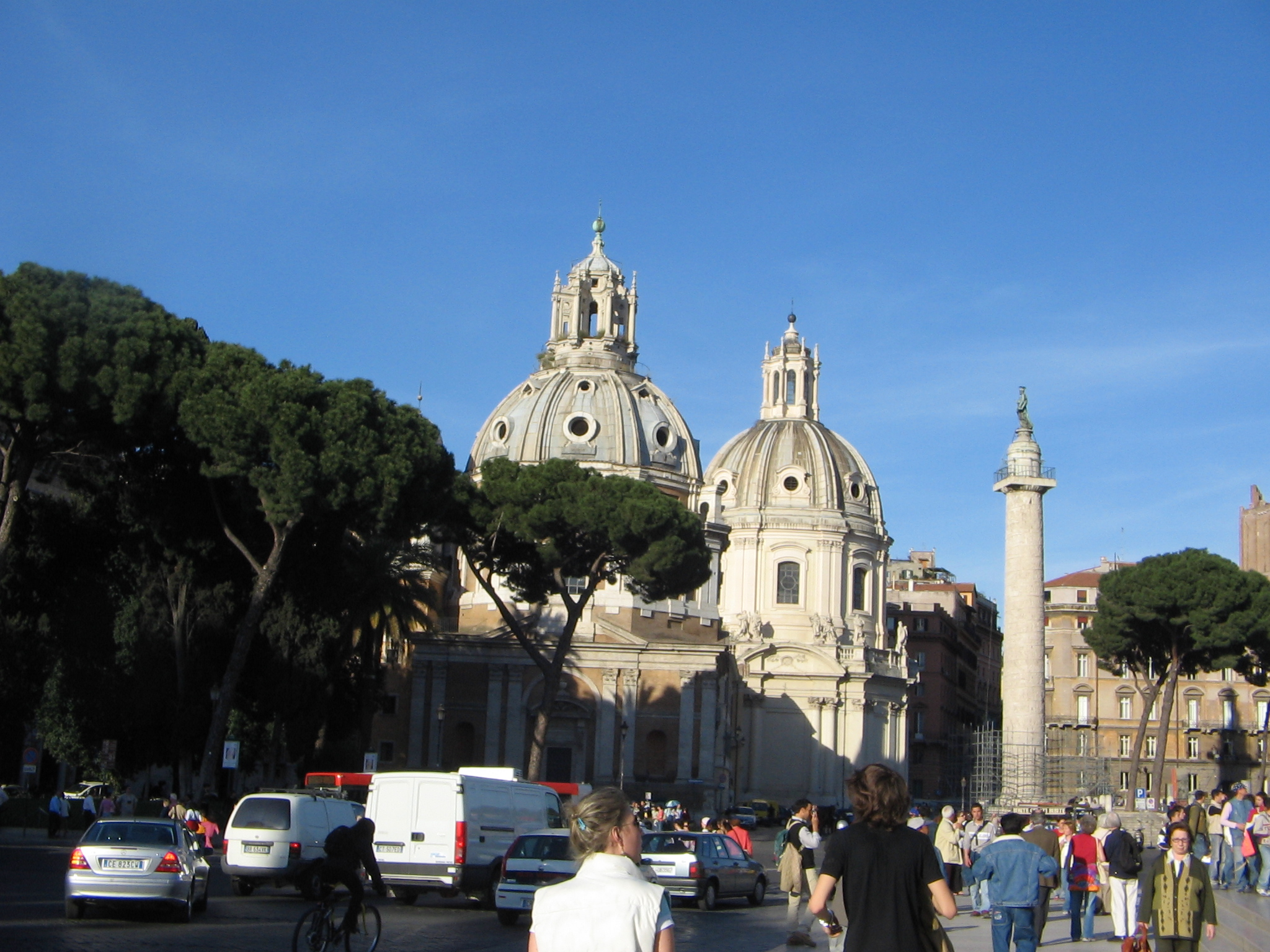
Санта-Марія-ді-Лорето, вигляд з заходу

Церква Санта Марія ді Лорето розташована у античній частині Риму біля Колони Траяна.
Церква збудована між 1522 та 1573 роками для цеху пекарів у Римі. Авторство проекту належить Антоніо да Сангалло (Молодшому). Купол церкви збудований в стилі ман'єризму за планами архітектора Джакомо дель Лука (1520—1604).
Авторство скульптури Богоматері приписують Андреа Сансовіно.
У всередині церкви є статуї святої Сусанни створеної Франсуа Дюкенуа (1630—1633), а також статуя святої Цецілії створеної поміж 1629—1630 Джуліяно Фінеллі (1601—1653).
Головний вівтар побудований у 1628 році Ґаспаром Векхі, який пізніше у 1867 році перебудував Лука Карніні (1830—1890).
Мозаїки в капелах створені Паоло Розетті у 1594 році.